# Шантне Сент Ембер
Шантне Сент Ембер (фр. Chantenay-Saint-Imbert) насеље је и општина у источном делу централне Француске у региону Бургоња, у департману Нијевр која припада префектури Невер.
По подацима из 2011. године у општини је живело 1265 становника, а густина насељености је износила 30,34 становника/km². Општина се простире на површини од 41,69 km². Налази се на средњој надморској висини од 201 метар (максималној 262 m, а минималној 182 m).

## Демографија
| 1962. | 1968. | 1975. | 1982. | 1990. | 1999. | 2011. |
| ----- | ----- | ----- | ----- | ----- | ----- | ----- |
| 1.172 | 1.239 | 1.247 | 1.106 | 1.201 | 1.190 | 1.265 |

График промене броја становника у току последњих година